# أحمد أبو كبير
أحمد محمود محمد أبو كبير (من مواليد 7 مايو 1990-)، لاعب كرة قدم أردني محترف يلعب كلاعب خط وسط مهاجم.

## روابط خارجية
- أحمد أبو كبير على موقع Soccerway.com (الإنجليزية)
- أحمد أبو كبير على موقع كووورة